# Presa de la Grande Dixence

Etapes de construcció de la presa, des de 1953 a 1961

La presa de la Grande Dixence és una presa d'aigua feta de formigó construïda al curs del riu Dixence, al cantó suís del Valais. Està situada a 2365 metres sobre el nivell del mar, i els seus 285 metres d'alçada la converteixen en la presa de gravetat més alta del món. La seva capacitat és d'un total de 400 milions de metres cúbics d'aigua.

## Galeria fotogràfica

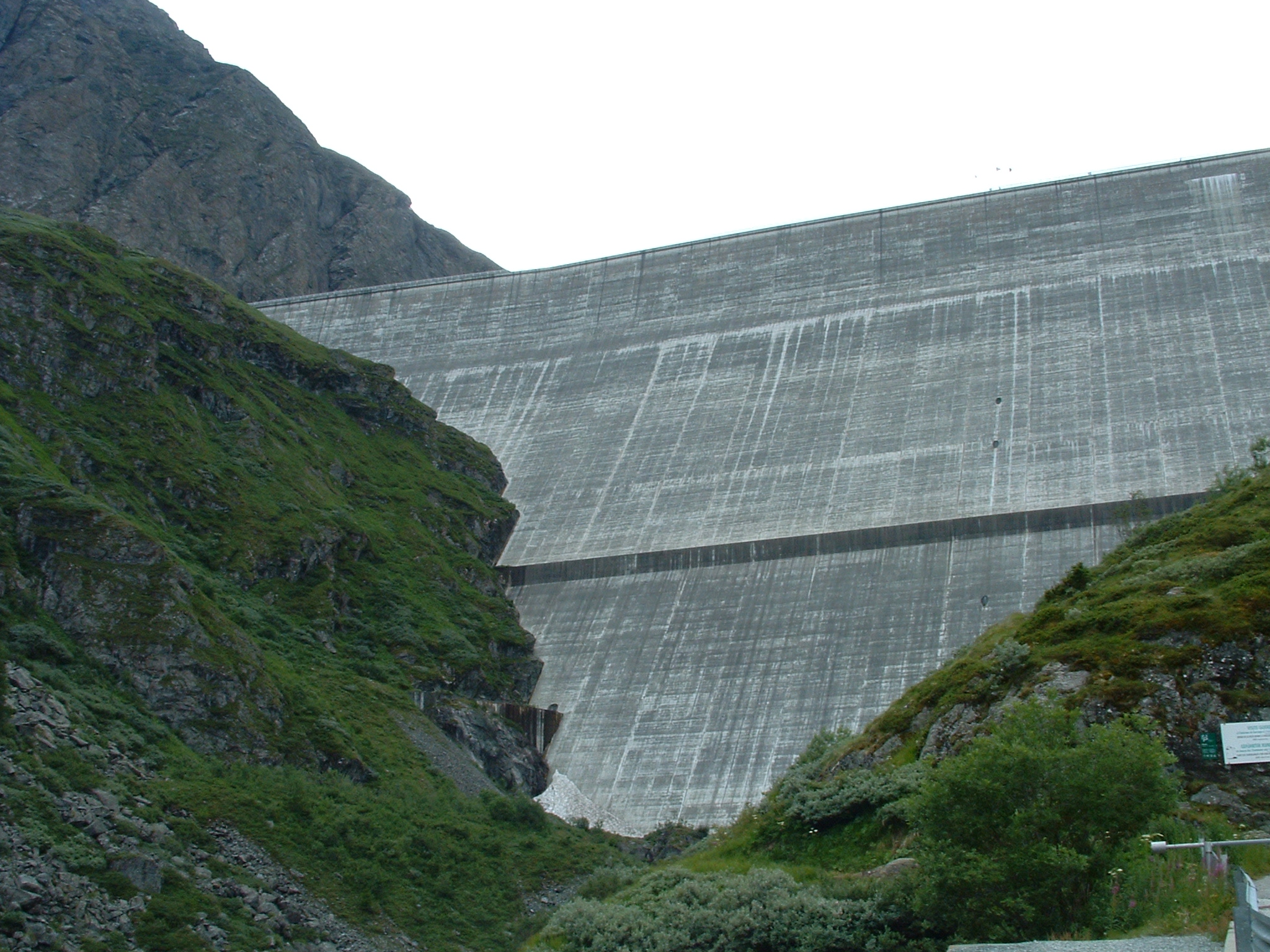
La presa vista des de baix.
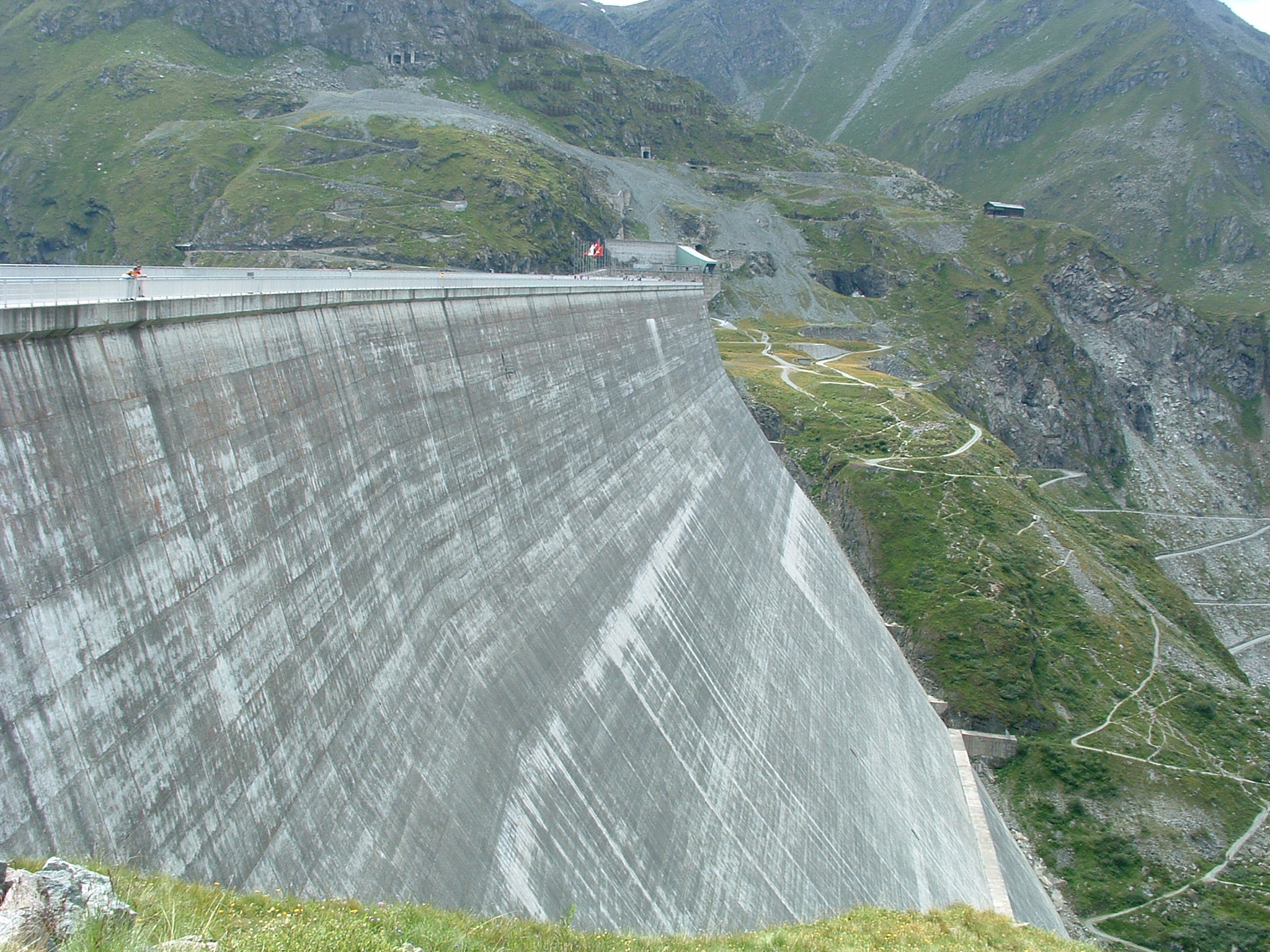
Vista lateral de la presa.
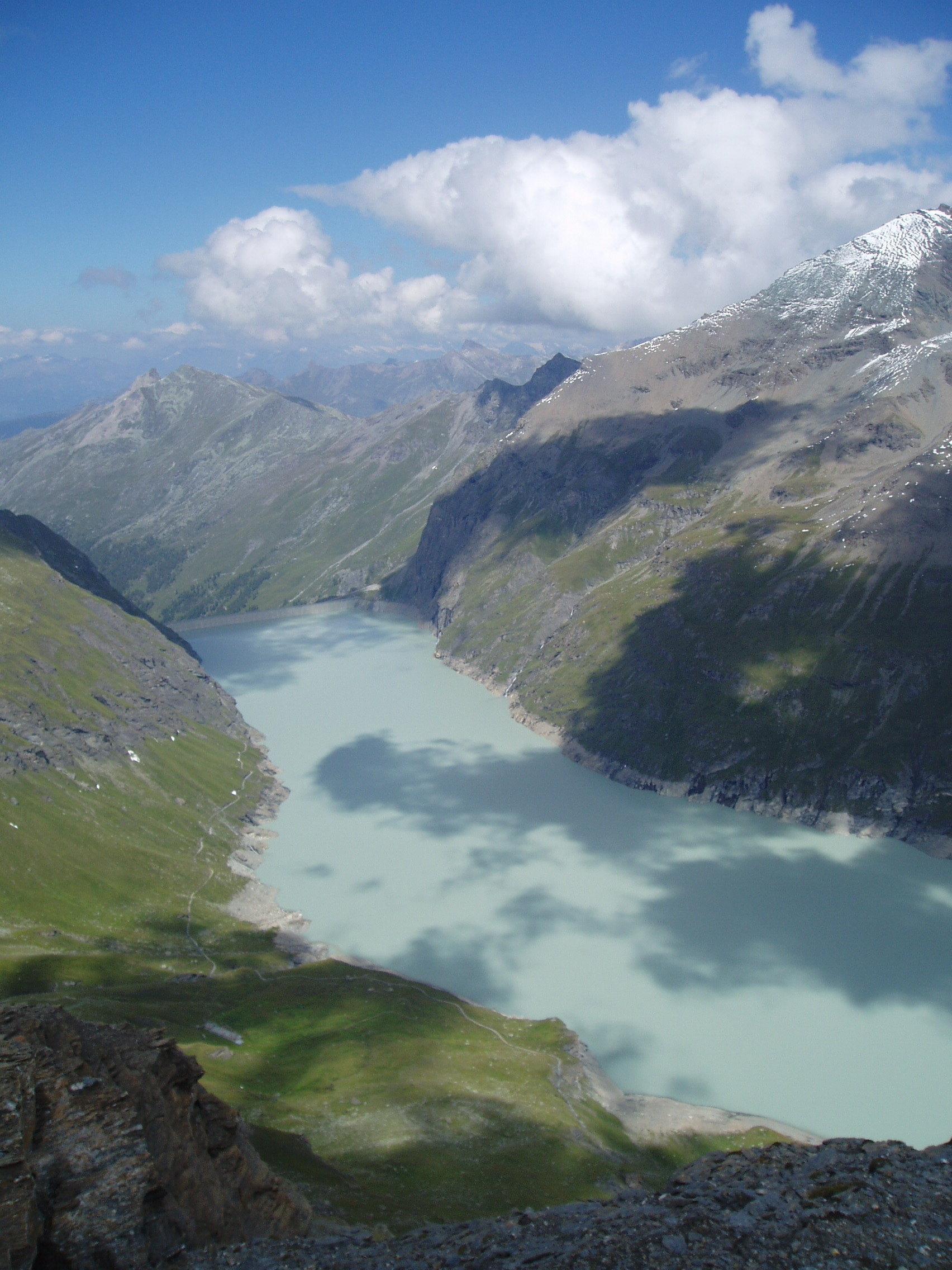
El llac de Dix i al final la presa.